# École des hautes études en sciences sociales
École des hautes études en sciences sociales (EHESS) er en samfundsvidenskabelig grandes écoles i Paris, Frankrig. Det er en af de store franske institutioner. 
EHESS var oprindeligt en afdeling af École pratique des hautes études, en institution, der blev grundlagt i 1868 for at uddanne akademikere, men blev en selvstændig institution i 1975. I dag dækker forskningen økonomi og finans, kognitive videnskaber, humaniora og politik. Naturvidenskab, anvendt matematik og statistik, udviklingsstudier, sociologi, antropologi, historie, musikvidenskab og samfundsvidenskabelig filosofi.

## Berømte lærere
- Per Aage Brandt, dansk digter, oversætter, forfatter, musiker og sprogforsker
- Thomas Piketty, fransk økonom
- Germaine Tillion, fransk etnolog

## Berømte kandidater
- Costin Miereanu, rumænsk/fransk komponist og professor